# Town ball
Town ball, también llamado One Ball o Filadelfia City Ball, es un juego de bate y pelota, jugado en América del Norte en los siglos 18 y 19, que era similar al rounders y fue un precursor del moderno béisbol . En algunas áreas, como Filadelfia y a lo largo del río Ohio y Mississippi, el juego local se llamaba Town Ball. En otras regiones, el juego local se denominó "base", "round ball", "base ball" o simplemente "ball"; después del desarrollo del " juego de Nueva York " en la década de 1840, a veces se lo distinguía como el "juego de Nueva Inglaterra" o "béisbol de Massachusetts". Los jugadores pueden ser escolares en un potrero con pelotas y bates improvisados, o jóvenes en clubes organizados. A medida que el béisbol se volvió dominante, la pelota de la ciudad se convirtió en un término informal para describir los juegos rurales o anticuados similares al béisbol.

## Reglas
Las reglas de town ball variaron, pero las características distintivas citadas con mayor frecuencia fueron:
- El número de jugadores en un equipo solía ser más de nueve.
- No había territorio sucio; todas las bolas golpeadas estaban en juego.
- En muchas versiones, los corredores de base podrían quedar eliminados golpeándolos con la pelota, una práctica conocida como "remojar" o "tapar".

Generalmente, el campo interior tenía forma cuadrada o rectangular, con cuatro bases o clavijas. De manera similar al béisbol, la cuarta base se llamaba home base, ya que era el objetivo final de un corredor. Sin embargo, a diferencia del béisbol, y más como los rounders ingleses, el delantero se pararía entre la primera y la cuarta base, en una especie de quinta base llamada la tribuna del delantero. El lanzador se paraba en el medio del cuadrado y entregaba la pelota para que la golpeara el delantero. Si la pelota golpeada fue atrapada en el aire o en el primer rebote, el golpeador fue llamado out. Si nadie lo atrapaba, el delantero se convertía en corredor y avanzaba tantas bases como fuera posible, con la opción de detenerse en cualquier base como refugio seguro.
En la mayoría de las variedades del juego, los fildeadores pueden golpear al corredor con la pelota y, si no estuviera en una base, sería eliminado. Pero en algunos se usaba el tachado: el fildeador lanzaba la pelota de forma que se cruzara en el camino del corredor, entre éste y la siguiente base. Se decía que un corredor que llegaba a la cuarta base de manera segura había logrado una ronda o cuenta.
Se utilizó el concepto de entradas: el equipo con el bate estaba "adentro", hasta que el lado contrario lo "eliminaba". Si la regla era un out, all out, el equipo defensivo solo necesitaba retirar a un hombre para finalizar la entrada. Sin embargo, el juego también se puede jugar como all-out, all-out, lo que significa que todos los jugadores deben retirarse (como en el cricket ) antes de cambiar de lado. Los partidos se pueden jugar durante un número acordado de entradas, o hasta que un lado haya logrado un número requerido de puntos.

## Town ball y el mito de Doubleday
El papel de Townball en los orígenes del béisbol se ha debatido desde principios del siglo XX, y los dos lados del debate surgen de una pelea amistosa entre un editor y su editor. En la edición de 1903 de la Guía oficial de pelota base de Spalding, el editor Henry Chadwick, que nació en Inglaterra, escribió: "Así como el juego de Nueva York mejoró el townball, también el townball fue una forma mejorada del juego inglés de dos siglos de antigüedad. ."
Albert Goodwill Spalding, jugador estrella, empresario de equipos deportivos y editor de la Guía Spalding, afirmó que los orígenes del béisbol fueron estadounidenses. Spalding escribió un artículo titulado "El origen y la historia temprana del béisbol" para el Washington Post del 15 de enero de 1905. Describió el juego de Four Old Cat, en el que cuatro lanzadores y cuatro bateadores se paran en cuatro esquinas. "Algún ingenioso muchacho estadounidense" tuvo la idea de colocar un lanzador en el centro de la plaza, escribió Spalding. "Esto fue conocido durante muchos años como el antiguo juego de Town Ball, del cual sin duda tuvo su origen el juego actual de béisbol, y no del juego de picnic infantil inglés de 'Rounders'".
Más tarde, en 1905, Spalding organizó un panel de expertos conocido como la Comisión Mills para investigar el tema. Abner Graves, cuyo testimonio fue la base de la afirmación de la Comisión Mills de que Abner Doubleday inventó el béisbol en 1839, nombró al townball como el juego "antiguo" que los muchachos de Cooperstown, Nueva York jugaban antes del béisbol. En el juego de townball que describió Graves, el bateador golpeaba la pelota lanzada con un bate plano y corría hacia una portería a quince metros de distancia y de regreso. Graves dijo que generalmente había de veinte a cincuenta niños en el campo, lo que generaba muchas colisiones entre los que intentaban atrapar la pelota.

## Town Ball de Filadelfia
La mayoría de los relatos de un juego llamado Town Ball se registraron muchos años después como reminiscencias o memorias. Es más difícil encontrar descripciones contemporáneas. Uno de los primeros fue un artículo de New York Clipper fechado el 19 de septiembre de 1857, que informaba sobre un "Juego de Town Ball" en Germantown (ahora un vecindario de Filadelfia ). Al informar sobre otro juego, el Clipper del 11 de agosto de 1860 comentó: "El Olympic Club data de 1832, por lo que propiamente hablando es la organización matriz de Town Ball en la ciudad de Filadelfia".
Los grupos informales jugaban a la pelota de la ciudad en Market Street en Filadelfia y al otro lado del río Delaware en Camden, Nueva Jersey, en 1831 y 1832. Irving Leitner cita una fuente del siglo XIX: "Todos los jugadores tenían más de 25 años, y verlos jugar un juego como este causó mucha alegría entre los amigos de los jugadores. Se requería 'sand' en esos días para salir al campo y jugar, ya que el prejuicio contra el juego era muy grande".
Los 2 grupos se fusionaron en 1833 para formar el Olympic Ball club.

Existe una copia de la constitución del Olympic Ball Club,  pero solo contiene reglas para gobernar el club y ninguna regla para jugar a la pelota. Los relatos contemporáneos describen el baile de la ciudad de Filadelfia como jugado con once hombres de un lado, con cuatro bases y el bateador parado entre la cuarta y la primera base. Jugaron dos entradas de all-out, all-out u once entradas de one-out, all-out . Los juegos típicos eran de alto puntaje y el lado victorioso a menudo superaba las 75 carreras. Se dice que los jugadores fabricaron sus propios bates y pelotas. Eran expertos con dos tipos de bates. Para un swing a dos manos, se utilizó un bate plano tipo cricket. Para un columpio con una sola mano, se eligió un modelo redondo más pequeño, llamado delill. Existe evidencia de que en el transcurso de tres décadas, los Juegos Olímpicos jugaron variedades de béisbol, wicket y old cat, así como también town ball.
En Town Ball de Filadelfia, "cada turno al bate resultó en un jonrón o un out". Las bases estaban muy juntas y no eran refugios seguros, sirviendo simplemente para marcar el circuito que el bateador-corredor debe tomar. "remojo" estaba permitido pero era raro.
En 1860, los Juegos Olímpicos se convirtieron al moderno "juego de Nueva York", pero el estilo antiguo todavía se jugaba en las zonas rurales. Ese año, los miembros del Athletic de Filadelfia, formado originalmente como un club de béisbol de la ciudad, viajaron a Mauch Chunk, Pensilvania, para dos competencias, una de béisbol al estilo de Nueva York y la otra de béisbol de la ciudad. El equipo de Mauch Chunk derrotó a los Atléticos, 45–43, en el baile de la ciudad. Pero siguiendo las reglas de Nueva York, los Atléticos derrotaron a los jugadores del campo, 34–2. Los Atléticos pronto se convertirían en una potencia nacional del béisbol. El Olympic Club, después de una rivalidad amargamente publicitada con los Atléticos, se retiró de los principales partidos en 1864 y muchos de los miembros volvieron a jugar en la ciudad.

## Town ball en el oeste
- En Cincinnati, Ohio, en 1860 se formó el Excelsior Townball Club informal; los jugadores eran jóvenes maestros de escuela y sus amigos, e internos de hospital. Según se informa, usaban un bate pequeño que se balanceaba con una mano, en juegos de cuatro entradas, con 10 a 15 jugadores por lado. El Cincinnati Buckeye Townball Club, más formal, se estableció en 1863.
- El autor proveniente de Indiana, Edward Eggleston, recuerda un juego en el patio de la escuela anterior a la Guerra Civil:

Town-ball is one of the old games from which the scientific but not half so amusing "national game" of base-ball has since been evolved. In that day the national game was not thought of. Eastern boys played field-base, and Western boys town-ball in a free and happy way, with soft balls, primitive bats, and no nonsense. There were no scores, but a catch or a cross-out in town-ball put the whole side out, leaving others to take the bat or "paddle" as it was appropriately called.
Scribner's Monthly, March 1879

Town-ball es uno de los viejos juegos a partir de los cuales se ha desarrollado el "juego nacional" científico pero ni la mitad de divertido del béisbol. En ese día no se pensaba en el juego nacional. Los muchachos del Este jugaban a la base de campo y los muchachos del Oeste al town-ball de una manera libre y alegre, con pelotas blandas, bates primitivos y sin tonterías. No hubo anotaciones, pero una atrapada o un cross-out en town-ball puso fuera a todo el equipo, dejando que otros tomaran el bate o "paleta", como se le llamaba apropiadamente. — Scribner's Monthly, marzo de 1879 
- La ciudad de Canton, Illinois se incorporó en 1837. En la primera reunión de los síndicos de la ciudad (concejales), el 27 de marzo de 1837, se promulgó la Sección 36 de las Ordenanzas: "cualquier persona que juegue en el día de reposo al bandy, cricket, cat, town-ball, corner-ball, over-ball, fiveso cualquier otro juego de pelota, dentro de los límites de la corporación, o se dedicará a lanzar dólares o cuartos, o cualquier otro juego, en cualquier lugar público, será, al ser condenado, multado con la suma de un dólar." [5]
- Henry J. Philpott se describió a sí mismo como "un alumno y maestro en escuelas rurales dentro de las veinte millas del río Mississippi, y aproximadamente a mitad de camino entre St. Louis y St. Paul ". Escribió una historia llamada "Un juego de niños pequeños con una pelota" para Popular Science Monthly en 1890. Philpott escribe que los niños jugaron a Old Cat hasta que tuvieron más de ocho jugadores; luego cambiaron a town-ball. "En el 'town-ball' todavía no había distinción entre los hombres de base [infielders] y los fildeadores. Después de que el lanzador y el receptor fueron seleccionados, los demás de ese lado fueron a donde quisieron; y no llegaron a batear hasta que sacaron a todos los bateadores". Él escribe que después de que se introdujo el béisbol, el town-ball "era tan diferente que durante algunos años los dos juegos se jugaron uno al lado del otro, cada uno conservando su propio nombre".[6]

## El juego de Massachusetts
Los habitantes de Nueva Inglaterra generalmente llamaban a su juego "base" o round ball" (por correr alrededor de las bases). El "juego de Massachusetts" o "juego de Nueva Inglaterra" era una versión formalizada con muchos clubes activos en el área de Boston. La Asociación de Jugadores de Base Ball de Massachusetts redactó un conjunto de reglas en Dedham, Massachusetts, en 1858. Este juego fue jugado por diez a catorce jugadores con cuatro bases separadas por 60 pies y sin territorio de falta. La pelota era considerablemente más pequeña y liviana que una pelota de béisbol moderna, y los corredores se "empapaban" y los golpeaban con la pelota lanzada. Las entradas fueron de un out, all-out y el primer club en alcanzar las 100 carreras fue el ganador. Aunque tuvo sus adherentes hasta la década de 1860, el juego de Massachusetts fue reemplazado por el "juego de Nueva York" de béisbol de tres fuera , con sus Reglas Knickerbocker que formaron la base del juego moderno de béisbol.

## Antiguo Base Ball
Otro término aplicado retroactivamente a los juegos de béisbol precursores fue "base ball pasado de moda". Este juego generalmente se identificaba como un tipo de béisbol con grandes números en cada lado, donde los fildeadores lanzaban la pelota al corredor. El Knickerbocker Antiquarian Base Ball Club de Newark, Nueva Jersey, continuó jugando béisbol a la antigua al menos hasta 1865. Después de la Guerra Civil, los veteranos aún organizan exhibiciones de béisbol tradicional en picnics y eventos de caridad. Por ejemplo, en Mauston, Wisconsin, en 1888, las festividades en The Old Settlers Jubilee incluyeron "un juego de béisbol a la antigua". Irónicamente, la única mención del béisbol en The Chronicles of Cooperstown describe un juego antiguo:
1877. Aquí se jugó un famoso juego de béisbol a la antigua, en agosto: el juez Sturges encabezó a los "rojos" y el juez Edick a los "azules", 16 en un lado. La victoria fue con los "Blues". Reunió a una gran concurrencia de personas.
Muchos artículos fueron escritos con nostalgia por el viejo juego, la cual fue satirizada por Robert J. Burdette en su cuento "Rollo Learning to Play".
Las variedades de town ball siguieron siendo una actividad popular en el patio de la escuela, especialmente en las zonas rurales, hasta bien entrado el siglo XX.  En tiempos recientes, las Reglas de Massachusetts han sido utilizadas ocasionalmente por clubes de béisbol "clásicos", como el Leatherstocking Base Ball Club de Cooperstown, Nueva York.

## Jugadores de pelota famosos de la ciudad

### Abraham Lincoln
Project Protoball enumera a Abraham Lincoln como jugador en la década de 1840. Según el biógrafo Albert Beveridge, "se unió con entusiasmo a los deportes al aire libre: carreras a pie, concursos de saltos y saltos, baile de la ciudad, lucha libre".[cita requerida]
En otra referencia de Protoball, Henry C. Whitney, en Lincoln the Citizen escribe sobre el futuro presidente en 1860: "Durante el establecimiento de la convención, Lincoln había estado tratando, de una forma y otra, de mantener baja la emoción... jugando al billar. un poco, un poco de baile de la ciudad y un poco de narración de cuentos".

Irving Leitner cita una historia de Frank Blair, nieto de Francis P. Blair, uno de los confidentes políticos de Lincoln:
"Éramos ocho o diez, nuestras edades oscilaban entre los ocho y los doce años. Aunque yo no tenía más que siete u ocho años, las visitas del señor Lincoln eran de tal importancia para nosotros, los muchachos, que dejaban una clara impresión en mi memoria. Conducía al lugar con bastante frecuencia. Nosotros, muchachos, jugábamos durante horas seguidas al 'pelo de la ciudad' en el vasto césped, y el Sr. Lincoln se unía fervientemente al deporte. Recuerdo vívidamente cómo corría con los niños; cuán largas eran sus zancadas, y cuán lejos sobresalían los faldones de su abrigo, y cómo tratábamos de golpearlo con la pelota, mientras corría las bases. Entró en el espíritu de la obra tan completamente como cualquiera de nosotros, e invariablemente saludamos su llegada con deleite.

### Ty Cobb
En su libro My Life in Baseball, Ty Cobb escribió sobre el juego de pelota en Georgia alrededor de 1898: "A los once y doce años, me gustaba jugar béisbol de pasto de vaca, lo que llamábamos town ball". Escribió sobre golpear una pelota de hilo y "luego perseguir locamente las bases mientras un oponente intentaba recuperar dicha píldora y golpearte con ella". En esta versión de Town Ball, un jonrón daba derecho al bateador a otro turno al bate.

### Citas
1. ↑  «Copia archivada». Archivado desde el original el 7 de julio de 2017. Consultado el 24 de enero de 2022.
2. ↑  «History». National Baseball of Fame and Museum. Archivado desde el original el 26 de septiembre de 2014. Consultado el 7 de agosto de 2012.
3. 1 2 3  Hershberger, 2007.
4. ↑  Eggleston, Edward (March 1879). «Some Western School-Masters». Scribner's Monthly 17 (5): 751. Consultado el 7 de agosto de 2012.
5. ↑  «Canton: Its Pioneers and History: Pages 95-126». Consultado el 7 de agosto de 2012.
6. ↑  Philpott, Henry J. (May–October 1890). «A Little Boys' Game with a Ball». The Popular Science Monthly (New York: D. Appleton and Company) 37: 656. Consultado el 7 de agosto de 2012.
7. ↑  http://www.rootsweb.com/~wijuneau/Pioneers21888.html
8. ↑  «Town Ball : The Rules of the Massachusetts Game». Baseball Almanac. Consultado el 7 de agosto de 2012.